# Lyman Bradford Smith
Lyman Bradford Smith (11 de setembro de 1904, Winchester, Massachusetts - 4 de maio de 1997, Manhattan, Kansas) foi um botânico norte-americano.
Durante os anos de 1920 estudou biologia na Harvard University. Entre 1928 e 1929 trabalhou pela primeira vez no Brasil. Dedicou-se à taxonomia das  angiospermas da América do Sul, especialmente às Bromeliaceae.
Para a "North American Flora", de Nathaniel Lord Britton tratou das  "Bromeliaceae" no tomo 19 Nº 2 (1938). 
Entre 1931 e 1947 foi curador no Gray Herbarium.

## Publicações
- 1955 : The Bromeliaceae of Brazil.
- 1957 : The Bromeliaceae of Colombia.
- 1962 : Origins of the flora of southern Brazil et A synopsis of the American Velloziaceae.
- 1974 : Flora Neotropica Vol. 14(1) : Pitcairnioideae (Bromeliaceae).
- 1976 : A revision of American Velloziaceae.
- 1977 : Flora Neotropica Vol. 14(2) : Tillandsioideae (Bromeliaceae).
- 1979 : Flora Neotropica Vol. 14(3) : Bromelioideae (Bromeliaceae).
- 1986 : Begoniaceae.